# کلرپرواتازین
کلرپرواتازین (به انگلیسی: Chlorproethazine) با فرمول شیمیایی C۱۹H۲۳ClN۲S یک ترکیب شیمیایی با شناسه پاب‌کم ۶۵۷۵۰ است. که جرم مولی آن ۳۴۶٫۹۱۷۳۲ g/mol می‌باشد. 